# Zhang Shunzi
Avís: Shunzhi és el nom d'un emperador de la dinastia Qing. Hi ha, també, un Shunzi Zhan que és un artista digital.
Zhang Shunzi (xinès simplificat: 张舜咨; xinès tradicional:張舜咨; pinyin: Zhāng shùn zī), conegut també com a Shixie i Zhe Zuiweng, fou un pintor, poeta i cal·lígraf xinès que va viure sota la dinastia Yuan en el segle xiv. No es coneixen les dates exactes del naixement i la mort de Zhang Shunzi; era Originari de Hangzhou, província de Zhejiang. Fou un alt càrrec en la província de Fujian.
Zhang era un famós paisatgista i pintor de xiprers, pins, bambús i roques. Les seves pinzellades són enèrgiques i arriscades. De les seves obres destaquen “L'àguila solitària” (realitzada amb Xue Jieweng i la que es troba al Museu Provincial de Shandong, “Firmiana. Bambú i àguila“ (possiblement feta amb col·laboració).